# Linaria schelkownikowii
Linaria schelkownikowii är en grobladsväxtart som beskrevs av Boris Konstantinovich Schischkin. Linaria schelkownikowii ingår i släktet sporrar, och familjen grobladsväxter. Inga underarter finns listade i Catalogue of Life.